# Konstantin von Höfler
 (septembre 2018).
Si vous disposez d'ouvrages ou d'articles de référence ou si vous connaissez des sites web de qualité traitant du thème abordé ici, merci de compléter l'article en donnant les références utiles à sa vérifiabilité et en les liant à la section « Notes et références ».
Konstantin von Höfler (Konstantin Höfler puis von Höfler après son anoblissement), né en 1811 et mort en 1898, est un historien bavarois, spécialiste de l'histoire de l'Église et de l'histoire en général, un homme public qui s'opposa à la politique nationaliste, et un poète.

## Biographie et œuvres
Il naquit à Memmingen en Bavière le 26 mars 1811 et mourut à Prague le 29 décembre 1898. Après avoir terminé ses études aux gymnases de Munich et de Landshut, il étudia d'abord le droit puis l'histoire à l'Université de Munich auprès de Guido Görres, de Johann Joseph Ignaz von Doellinger et surtout de Schelling, et il reçut son diplôme en 1831 avec sa thèse Über die Anfänge der griechischen Geschichte. Une bourse du gouvernement lui permit d'étudier encore deux ans à Göttingen, où il publia une Geschichte der französischen Civilliste.
Il se rendit ensuite en Italie, résidant surtout à Florence et à Rome et y travailla avec zèle à étudier des sources originales. De retour à Munich, il accepta la direction de l'officiel Münchener Zeitung afin d'assurer sa subsistance, mais en même temps, il entra à l'université en 1838 comme Privatdozent en histoire, c'est-à-dire comme professeur non rétribué. L'année suivante, il devint professeur extraordinaire et en 1841 professeur titulaire d'histoire ; en 1842, il entra à l'Académie bavaroise des sciences. En 1839, il avait publié Die deutschen Päpste (Les papes allemands) en deux volumes. Il se consacra ensuite à sa tâche de professeur jusqu'en 1846, quand il tomba en disgrâce auprès du roi Louis Ier à cause de la position qu'il avait prise, avec plusieurs autres professeurs, quand l'opinion publique s'était agitée contre les relations du roi avec la danseuse Lola Montès. Il avait exprimé ses vues sur la question dans Concordat und Constitutionseid der Katholiken in Bayern, et fut pour ce motif démis de son poste à l'université le 26 mars 1847.
Quelques mois plus tard, le roi consentit à le réintégrer dans le service public, mais il fut transféré à Bamberg (Haute-Franconie), comme conservateur des archives du district. Avec son zèle accoutumé, il commença à étudier de l'histoire de la Franconie et publia en 1849-52 comme fruit de ses recherches : Quellensammlung für fränkische Geschichte, en quatre volumes, suivie en 1852-53 de Fränkische Studien, parties I à V. Durant la même période, il publia Bayern, sein Recht und seine Geschichte (La Bavière, son droit et son histoire) (1850), et la même année « Über die politische Reformbewegung in Deutschland den im Mittelalter und Anteil Bayerns an derselben (Le mouvement de réforme politique en Allemagne au Moyen Âge et la participation de la Bavière (1850). De plus, au beau milieu de ces travaux, il commençait à préparer son manuel d'histoire Lehrbuch der Geschichte, qui parut en 1856.
En 1851, lorsque le système scolaire autrichien fut réorganisé, le comte Thun l'appela comme professeur d'histoire à Prague, où il enseigna avec un grand succès jusqu'à sa retraite en 1882. En 1865, il devint membre de la Diète de Bohême, en 1872 membre à vie de la Chambre des seigneurs d'Autriche. La même année, il reçut la noblesse héréditaire et l'Ordre de la Couronne de fer. En politique, il était l'un des chefs du parti allemand de Bohême, une branche du parti constitutionnel de cette époque, et il était l'un des principaux adversaires des Tchèques.
Dès 1872, cependant, il s’était pratiquement presque retiré de la politique, d’une part en raison de l'opposition qui ne cessait de croître contre le catholicisme au sein des partis allemands en Autriche», d'autre part du fait que le parti clérical penchait pour les Slaves. Les conflits étaient inévitables ; d’un côté, il était profondément allemand, absolument convaincu de la grande mission des Allemands en Autriche, de l'autre, il était un des fils les plus fidèles de l'Église catholique. Par conséquent, il se retira peu à peu de la politique du parti, sans abandonner toutefois le grand intérêt qu’il portait aux luttes des Allemands de Bohême (pour la plupart anticléricaux) contre les Tchèques, et il se consacra entièrement à la culture du sentiment allemand et de la vie intellectuelle allemande. Son activité, à la fois comme professeur et auteur, fit de lui le fondateur de l'école moderne de recherche historique sur la Bohême allemande ; cette école reçut le soutien enthousiaste de la société qu’il avait fondée en 1862 pour étudier l'histoire de l'élément allemand en Bohême, et par là von Höfler prit place à juste titre parmi les historiens les plus estimés d'Autriche. Höfler prêta une attention particulière à l'histoire du mouvement hussite et arriva à la conclusion qu'il était dirigé moins contre la papauté que contre la puissance allemande en Bohême et contre les villes. Il qualifia ce mouvement de « phénomène historique peu sympathique, mouvement voué à l'échec et qui est rapidement devenu un fardeau pour lui-même ». Il ne voyait en Jan Hus qu’un adversaire du germanisme, le destructeur de l'Université de Prague et des sciences. Ses travaux sur le hussitisme sont : Geschichtsschreiber der husitischen Bewegung (1856-66) en trois volumes, Magister Johannes Hus und der Abzug der deutschen Professoren und Studenten aus Prag 1409 (1864) ; Concilia Pragensia, 1353-1413 (1862). Ces recherches historiques plongèrent Höfler dans une querelle savante mais violente avec František Palacký, l'historiographe officiel de la Bohême, un représentant enthousiaste des intérêts tchèques, et le champion infatigable de la suprématie slave en Bohême. Mais comme les preuves scientifiques produites par Höfler s'avéraient incontestables, ce dernier sortit victorieux dans cette controverse, portant un coup à l'autorité jusque-là incontestée de Palacky en tant qu'historien. Ces études exhaustives de l'histoire de la Bohême conduisirent Höfler à des recherches approfondies de l'histoire des races slaves. Dans son Abhandlungen aus dem Gebiete der slawischen Geschichte (1879-82), en cinq volumes, il montra comment l'élément slave n'avait jamais cessé de faire la guerre contre l'élément allemand ; dans le même ouvrage, il insistait fortement sur l'importance de l'élément allemand dans le développement de la Bohême.
Dans d'autres travaux Höfler traita des mouvements de réforme ecclésiastique chez les peuples romans. Le plus important d'entre eux est: Die romanische Welt und ihr Verhältnis zu den Reformideen des Mittelalters (1878). On peut citer aussi : Der Aufstand der kastillianischen Städte gegen Karl V (1876), Zur Kritik und Quellenkunde der ersten Regierungsjahre Kaiser Karls V (1876-83) en trois parties ; Der deutsche Kaiser und der letzte deutsche Papst, Karl V und Adrien VI (1876) ; Papst Adrian VI (1880) où il prouve que ce pape fut l'auteur de la réforme catholique au XVIe siècle.
Il a également composé les deux volumes des Monumenta Hispanica (1881-82). Ses contributions à l'histoire de la famille des Hohenzollern se trouvent dans: Denkwürdigkeiten des Ritters Ludwig von Eyb (1849), et dans la monographie Barbara, Markgräfin von Brandenburg (1867). D'autres œuvres dignes d'attention sont les suivantes : Abhandlungen zur Geschichte Oesterreichs (1871-72) en deux volumes ; Kritische Untersuchungen über die Quellen der Geschichte König Philipps des Schönen (1883); Bonifatius, der Apostel der Deutschen und die Slawenapostel Konstantinos (Cyrillus) und Methodius (1887). Il a aussi publié de nombreux articles dans les Denkschriften der k.k. Akademie der Wissenschaften, dans les Fontes rerum Austriacarum et dans la Zeitschrift des Vereins für die Gesch. der Deutschen in Böhmen.
Il a enfin écrit un certain nombre de drames historiques en vers, ainsi que des épigrammes élégantes et pleines de sens ; ses œuvres poétiques, cependant, n'ont rencontré qu'un succès modéré.

## Référence de traduction
- (en) Cet article est partiellement ou en totalité issu de l’article de Wikipédia en anglais intitulé « Konstantin von Höfler » (voir la liste des auteurs).